# Пам'ятник «Макаренко і діти»
Пам'ятник «Макаренко і діти» — пам'ятник українському радянському педагогу і письменнику, одному із засновників системи дитячо-підліткового виховання Антону Семеновичу Макаренку на території Кременчуцького педагогічного коледжу. Є пам'яткою монументального мистецтва місцевого значення.

## Історія
5 жовтня 1986 року на подвір'ї будинку-музею А. С. Макаренка в Кременчуці відбулося відкриття пам'ятника (скульптори І. Ястребов, В. Агібалов; архітектори Я. Рик, В. Гаврилюк). У 1988 році з нагоди присвоєння Кременчуцькому педагогічному училищу імені А. С. Макаренка скульптурну композицію переносять і встановлюють на подвір'ї навчального закладу. А біля музею замість пам'ятника встановили бюст педагога (скульптор І. Ястребов; архітектори В. Ширяєв, В. Гаврилюк).

## Опис
Центральним елементом композиції є фігура педагога, навколо якої згруповані фігури його вихованців.